# 주환 (후한)
주환(周奐, ? ~ 192년)은 후한 말기의 관료로, 자는 문명(文明)이며 우부풍 무릉현(茂陵縣) 사람이다.

## 행적
초평 3년(192년), 태사 동탁이 주살되고 그 잔당 이각·곽사가 장안성을 공격하여 무너뜨렸다. 대홍려 주환은 태상 충불·태복 노욱·성문교위(城文校尉) 최열·월기교위(越騎校尉) 왕기(王頎) 등과 함께 전사하였다.

## 출전
- 범엽, 《후한서》 권9 효헌제기
- 지우(摯虞), 《삼보결록주》(三輔決錄注)

| 전임 한융 | 후한의 대홍려 ? ~ 192년 6월 무오일 | 후임 영태 |